# 콘스탄티노스 타술라스
콘스탄티노스 타술라스(그리스어: Κωνσταντίνος Τασούλας, 1959년 7월 17일~)는 그리스의 정치인, 변호사로 2025년부터 그리스 대통령으로 재임 중이다. 2000년부터 2025년까지 신민주주의당 이오아니나 지역구 의원을 맡았으며 안토니스 사마라스 정부 시절인 2014년부터 2015년까지 문화체육부 장관을 역임했다. 이후 2019년부터 2025년까지 그리스 의회 의장을 지냈다.